# بهيري رامساران
بهيري سيغموند رامساران (مواليد 16 مارس 1959) هو سياسي وطبيب من غيانا. كان وزير الصحة في غيانا في الفترة من 2011 إلى 2015.

## سيرته
ولد رامساران في 16 مارس 1959. في عام 1987 تخرج من كلية الطب في الجامعة الروسية لصداقة الشعوب. في عام 1987، ذهب للعمل في مستشفى بجورج تاون، وبعد عام انتقل إلى مستشفى بنيو أمستردام. عمل أيضا جرّاحا في سكيلدون (Skeldon) ومستشفيات بورت مورانت (Port Morante). وفي عام 1996، عُيّن مديرا لإدارة الصحة الإقليمية في وزارة الصحة في غيانا.
في عام 1977 انضم إلى حزب الشعب التقدمي في غيانا. وكان عضوا في اللجان المركزية والتنفيذية للحزب وسكرتير الحزب للتعليم العام. في عام 1998 انتخب عضوا في الجمعية الوطنية لغيانا.
في عام 2011، عُيّن وزيرا للصحة في غيانا. في عام 2015، فُصِل من منصبه من قبل الرئيس «دونالد راموتار» بعد أن أهان علنا الناشط شيرلين ناجير. وقد وجهت له التهمة في المحكمة.